# 17555 Kenkennedy
17555 Kenkennedy este o planetă minoră (asteroid), cu un diametru de 2,583 km, din Mars-crossing asteroid⁠(d). A fost descoperită pe 4 noiembrie 1993 la Observatorul Siding Spring de Robert H. McNaught. 
Obiectul prezintă o orbită caracterizată de o semiaxă mare de 2,3709798 UAi, o excentricitate de 0,32, o înclinație de 21,58882 ° în raport cu ecliptica.